# Eje Thelin
Eje Thelin, geboren als Eilert Ove Thelin, (Jönköping, 9 september 1938 - 18 mei 1990) was een Zweedse jazztrombonist.

## Biografie
Thelin was een autodidact. Hij speelde in de geliefde Zweedse dixielandgroep Pygmé Jazz Band. Later richtte hij zich meer op de moderne jazz. Hij was lid van het sextet van Putte Wickman en in 1958/1959 speelde hij met de Amerikaanse drummer Joe Harris. Van 1961 tot 1965 werkte hij met een eigen groep, waarmee hij toerde door Europa. In 1964 speelde hij in Kopenhagen met George Russell. Van 1967 tot 1972 gaf hij les aan de Musikhochschule Graz. Hij had in die tijd een Free Jazzgroep met Joachim Kühn. In 1973 werkte hij met John Surman, daarna gaf hij les in Zweden. Hij had een eigen groep met Harald Svensson, Bruno Råberg en Leroy Lowe die zich ontwikkelde in de richting van een fusiongroep ook experimenteerde hij met elektronische muziek. Hij trad tevens op met Roy Brooks, Palle Danielsson, Kenny Wheeler, Evan Parker en Graham Collier. In de jaren 80 ging hij zich vooral toeleggen op componeren, zo schreef hij voor grote Europese ensembles.
Collega-trombonisten roemen Thelin om zijn techniek en ritmische intensiteit.

## Discografie (selectie)
- So Far-Eje Thelin Quintet (1963). Columbia EMI Swenska AB met Joël Vandroogenbroeck
- Eje Thelin Quintet at the German Jazz Festival (1964) Dragon bzw. BeJazz met Joël Vandroogenbroeck
- Eje Thelin with Barney Wilen (1966) Dragon
- Rolf & Joachim Kühn: Monday Morning (1969) HörZu; met Rolf Kühn, John Surman, Joachim Kühn, Barre Phillips, Stu Martin, Jacques Thollot
- Joachim Kühn/Eje Thelin Group- In Paris (1970) Metronom; met Adelhard Roidinger, Jacques Thollot
- Eje Thelin Group (1974) Caprice
- Eje Thelin Group-Live (1976) Caprice
- Eje Thelin Group-Hypothesis (1978)
- Eje Thelin-Bits and Piece (1980) Phono Suecia
- Clarinet Summit You better fly away (1980) met John Carter, Gianluigi Trovesi, Theo Jörgensmann, Bernd Konrad, Ernst-Ludwig Petrowsky, Didier Lockwood, Stan Tracey, Kai Kanthak, J.F. Jenny-Clark, Günter "Baby" Sommer, Aldo Romano
- Eje Thelin-Polyglot (1981) Caprice
- Eje Thelin-E.T. Project (1986) Dragon of Sweden
- Eje Thelin: Raggruppamento (1989) Phono Sueica